# فيلينغن-شفنينغن
فيلينغن اشونينغن (بالألمانية: Villingen-Schwenningen) هي Grosse Kreisstadt، مدينة وبلدة ألمانية تقع في Schwarzwald-Baar-Kreis في ألمانيا. يقدر عدد سكانها بـ 80,941 نسمة .

## المدن التوأمة
مدن فريدريشتال (سار)، بونتراليه، La Valette-du-Var، سافونا وتسيتاو هي مدن توأمة لـفيلينغن اشونينغن.

## أعلام
- روبرت بروسينتشكي
- سيباستيان رودي
- كريستيان غونتر
- مارتن شميت
- دانييل كاليجوري
- هاينز مولر